# Велика Андрєєвка (Нижньогородська область)
Велика Андрєєвка (рос. Большая Андреевка) — присілок в Княгининському районі Нижньогородської області Російської Федерації.
Населення становить 351 особу. Входить до складу муніципального утворення Соловйовська сільрада.

## Історія
Від 2009 року входить до складу муніципального утворення Соловйовська сільрада.

## Населення
| 2002 | 2010 |
| ---- | ---- |
| 322  | ↗351 |